# Pyrrosia subfurfuracea
Pyrrosia subfurfuracea är en stensöteväxtart som först beskrevs av William Jackson Hooker, och fick sitt nu gällande namn av Ren-Chang Ching. Pyrrosia subfurfuracea ingår i släktet Pyrrosia och familjen Polypodiaceae. Inga underarter finns listade.